# Philocaenus quatuordentatus
Philocaenus quatuordentatus är en stekelart som beskrevs av Van Noort 1994. Philocaenus quatuordentatus ingår i släktet Philocaenus och familjen fikonsteklar. Inga underarter finns listade i Catalogue of Life.